# الکترود انتخاب یونی
الکترود انتخابی یون، به عنوان یک الکترود یون خاص (SIE) شناخته می‌شود، یک مبدل (یا سنسور) است که فعالیت یون خاصی که در یک محلول حل شده‌است را تبدیل به یک پتانسیل الکتریکی می‌کند. بر اساس معادله نرنست، ولتاژ به لحاظ نظری وابسته به لگاریتم فعالیت یونی است. الکترودهای انتخابی یونی در شیمی تحلیلی و تحقیقات بیوشیمیایی / بیوفیزیک استفاده می‌شود، در حالیکه اندازه‌گیری غلظت یون در یک محلول آبی مورد نیاز است.

## انواع غشاء انتخاب یون
چهار نوع اصلی از غشای یونهای انتخابی مورد استفاده در الکترودهای انتخاب یونی (ISE) وجود دارد: شیشه، حالت جامد، مایع و الکترودهای ترکیبی.

### غشای شیشه ای
غشاء شیشه ای از یک نوع تبادل یونی از شیشه (سیلیکات یا کلوکوژن) ساخته شده‌است. این نوع ISE selectivity خوب است، اما تنها برای چند نوع کاتیون تک؛ به‌طور عمده H +, Na +، و Ag +. شیشه چالکوهناید همچنین دارای یکی از یون‌های فلزی با دو بار، مانند Pb2 + و Cd2 + است. غشای شیشه دارای دوام بسیار عالی شیمیایی است و می‌تواند در رسانه‌های بسیار تهاجمی کار کند. یک نمونه بسیار رایج از این نوع الکترود، الکترود شیشه ای pH است.

### غشاء بلورین
غشاء بلورین از یک یا چند کریستالیزه یک ماده واحد ساخته شده‌است. آنها انتخابی خوب دارند، زیرا تنها یون‌هایی که می‌توانند خود را در ساختار بلوری قرار دهند، می‌توانند با پاسخ الکترود دخالت کنند. این تفاوت عمده بین این نوع الکترودها و الکترودهای غشاء شیشه ای است. کمبود راه حل داخلی باعث کاهش اتصالات بالقوه می‌شود. انتخاب غشاء بلورین می‌تواند برای هر دو کاتیون و آنیون ماده تشکیل دهنده غشاء باشد. یک نمونه الکترودهای انتخابی فلوراید بر اساس بلورهای LaF3 است.

### غشای رزین تبادل یونی
رزین‌های تبادل یونی بر اساس غشاهای پلیمری خاص آلی هستند که حاوی یون تبادلی خاص (رزین) هستند. این نوع گسترده‌ترین الکترود یون خاص است. استفاده از رزین‌های خاص اجازه می‌دهد تا الکترودهای انتخابی را برای ده‌ها یون مختلف، هر دو تک اتم یا چند اتم آماده کنند. آنها همچنین الکترودهای گسترده‌ای با انتخاب انتخابی آنیونی هستند. با این حال، چنین الکترودهای دارای دوام کم شیمیایی و فیزیکی و همچنین «زمان بقا» هستند. یک مثال الکترودهای انتخابی پتاسیم است که بر اساس والینومایسین به عنوان یک عامل مبادله یونی است.

### الکترود آنزیم
الکترودهای آنزیم قطعاً الکترودهای انتخابی یونی نیستند اما معمولاً در موضوع الکترود مخصوص یون در نظر گرفته می‌شوند. چنین الکتری دارای سازوکار «واکنش دوگانه» است - آنزیم با یک ماده خاص واکنش می‌دهد و محصول این واکنش (معمولاً H + یا OH-) با یک یک الکترودهای انتخابی یونی درست مانند الکترودهای انتخابی pH تشخیص داده می‌شود. تمام این واکنش‌ها در داخل یک غشاء خاص رخ می‌دهد که الکترود واقعی یون را انتخاب می‌کند، به همین علت است که الکترودهای آنزیم گاهی اوقات به عنوان یون‌های انتخابی در نظر گرفته می‌شوند. یک مثال الکترودهای انتخابی گلوکز است.

## الکترود انتخاب یونی فلزات قلیایی
الکترودهای خاص برای هر یون فلز قلیایی، Li +, Na +, K +، Rb + و Cs + توسعه یافته‌اند. اصل که این الکترودها بر اساس این است که یون فلزی قلیایی در حفره مولکولی که اندازه آن به اندازه یون به عنوان مثال، الکترود بر اساس والینومایسین ممکن است برای تعیین غلظت یون پتاسیم استفاده شود.